# Undernet

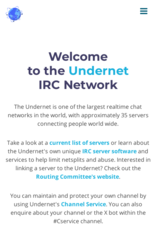
Sitio de Undernet, 2021.

Undernet es una de las mayores redes IRC del mundo. Apareció en octubre de 1992 como una red experimental, ejecutando una versión modificada del servidor de IRC EFnet irc2.7 en un intento de ser menos caótica y consumir menos ancho de banda que la red EFnet, donde comenzaban a haber demasiados netsplits y takeovers.
Surgió a la vez que muchas otras redes IRC de pequeño tamaño que conforme aparecían, al poco tiempo iban desapareciendo; sin embargo, se esforzó en crecer hasta ser una de las más grandes y antiguas redes de IRC pese a sus contratiempos iniciales. Cabe resaltar que fue una de las primeras en usar sellado de tiempo para poner freno a los abusos.
Por un tiempo, en 1994, Undernet sufrió una fuerte aparición de guerras de flames y de ataques injuriosos por parte de los miembros de la polémica Westboro Baptist Church. No obstante, sobrevivió a este periodo relativamente intacta y su popularidad se extiende hasta nuestros días, sobre todo y principalmente en el mundo anglosajón.
Posee aproximadamente 45 servidores a los que se conectan personas de todas las edades de más de 35 países, alcanzando más de 1 millón de usuarios semanalmente. Existen una gran variedad de canales, así como administradores y encargados para ayudar a los nuevos usuarios.
Algunos de estos canales son, por ejemplo: #cservice, #help, #helpchan, #Chanfix, #mIRC, #beginner y #ayuda. Para información sobre virus, caballos de Troya y demás software malicioso se puede acudir a: #vh, #DmSetup o #NoHack.
Los clientes de IRC pueden conectarse a la red a través de irc.undernet.org o de los muchos otros servidores. La lista actual de servidores de Undernet los puedes encontrar en este enlace: Servidores de Undernet. La red permite que los usuarios se conecten a sus servidores, bajo los protocolos Ipv4 e IPv6.
Undernet usa gnuworld para ofrecer su servicio de canales. Este servicio, denominado X opera el registro de los canales, además autentica a los usuarios registrados para ocultar su número IP.
Ya que X opera sólo bajo canales registrados, Undernet introdujo Chanfix (conocido como C), para proteger canales no-registrados donde no se desea el uso de X o son muy pequeños para conseguirlo. Chanfix registra el uso del modo de operador (+o) y devuelve este modo si el canal sufre un takeover o un -o masivo.
Undernet también dispone de un eficiente escáner de proxies. Sólo actúa sobre los usuarios en el momento en que se conectan, detectando si se poseen puertos abiertos como los asociados a WinGate, SOCKS version 4/5, proxy HTTP, etc. Por otra parte, su eficiencia se basa en la biblioteca asíncrona libpeak. Todos estos cambios fueron introducidos en 2001 tras sufrir ataques DoS que casi destruyen la red y que dejaron inoperativo al bot X durante meses.